# 脳神経衰弱症
脳神経衰弱症（のうしんけいすいじゃくしょう、英: brain fag syndrome）とは、文化依存症候群のうち、ナイジェリアをはじめとする西アフリカにのみ見られる精神疾患の一つとして名づけられた名称。現在では、トリニダード・トバゴにおいても、同じような症例が確認されるという。

## 概要
アフリカで最初に確認されたのは、1960年であり、その当時は「脳霧」（brain fog）とも呼称されていた。
症状は、頭部や首筋に熱を感じる、目がかすんでしまい、本を読めなくなる、頭皮の下を何かが這っているような感覚があり、しばしば、呪われて何かが入っていると感じる、といった特徴がある。
主な原因は、西洋化の影響を受けた教育システムは、西アフリカの国々の伝統的な子供の教育と大きく異なっており、勉強は子供にとって大きなストレスになっている事である、と言われている。
2002年にナイジェリアで行われた調査において、英語の実力が危険因子であるかもしれないという説が浮上し、南アフリカ共和国では、社会的地位が病気と関連しているという調査結果が発表された。